# Rüdiger Selig
Rüdiger Selig (Zwenkau, 19 febbraio 1989) è un ex ciclista su strada ed ex pistard tedesco.
Professionista dal 2012 al 2024, ha caratteristiche da velocista.

## Carriera
Originario della Sassonia, si mette in evidenza già nelle categorie giovanili, e nel 2011 ottiene il quarto posto in volata nella prova in linea Under-23 dei campionati del mondo di Copenaghen. Negli ultimi mesi dell'anno gareggia da stagista con il Team Leopard-Trek ottenendo già la vittoria in una gara per professionisti, al Mémorial Frank Vandenbroucke, precedendo in volata l'esperto Baden Cooke.
Passa professionista all'inizio del 2012 con il Team Katusha, e nel 2013 coglie la sua prima vittoria effettiva da pro, alla Volta Limburg Classic. Dopo due annate senza successi in maglia Katusha, nel 2016 si trasferisce alla Bora-Argon 18, e in stagione ottiene un secondo posto di tappa alla Vuelta a España, battuto dal solo Jempy Drucker. Nel 2017 è quindi secondo allo sprint alla Clásica de Almería.
Attivo anche su pista nei primi anni di attività, nel 2011 vince il titolo nazionale nella corsa a punti.

## Palmarès

### Strada
- 2010 (Jenatec Cycling Under-23)

5ª tappa Tour de Berlin
- 2011 (Jenatec Cycling Under-23/Team Leopard-Trek, due vittorie)

4ª tappa Tour de Berlin (Berlino > Berlino)
Mémorial Frank Vandenbroucke
- 2013 (Team Katusha, una vittoria)

Volta Limburg Classic
- 2018 (BORA - hansgrohe, una vittoria)

2ª tappa Okolo Slovenska (Ruzomberok > Dubnica nad Vahom)

#### Altri successi
- 2013 (Team Katusha)

3ª tappa Tour des Fjords (Risavika > Stavanger, cronosquadre)
- 2015 (Team Katusha)

1ª tappa Österreich-Rundfahrt (Vienna, cronosquadre)

### Pista
- 2011

Campionati tedeschi, Corsa a punti

## Piazzamenti

### Grandi Giri
- Giro d'Italia

2017: ritirato (15ª tappa)
2018: non partito (6ª tappa)
2019: 127º
2022: ritirato (9ª tappa)
- Tour de France

2017: 165º
- Vuelta a España

2016: 156º
2020: 141º

### Classiche monumento
- Milano-Sanremo

2016: 105º
- Giro delle Fiandre

2017: ritirato
2024: ritirato
- Parigi-Roubaix

2012: 61º
2013: 64º
2014: 136º
2015: ritirato
2016: 93º
2017: ritirato
2018: ritirato
2019: 39º
2024: 64º

### Competizioni mondiali
- Campionati del mondo su strada

Copenaghen 2011 - In linea Under-23: 4º

### Competizioni europee
- Campionati europei su strada

Alkmaar 2019 - In linea Elite: 10º
Plouay 2020 - In linea Elite: ritirato